# Regina, Saskatchewan
Regina  là thành phố tỉnh lỵ tỉnh Saskatchewan. Đây là thành phố lớn thứ nhì tỉnh này và là một trung tâm văn hóa và thương mại cho nam Saskatchewan. Thành phố thuộc quản lý của Hội đồng thành phố Regina. Regina là thành phố nhà thờ Công giáo La Mã và Chính thống giáo Rumani. Giáo phận Regina và Giáo phận Anh giáo Qu'Appelle. Thành phố được bao quanh bởi Khu tự quản nông thôn Sherwood số 159. Trong năm 2013, Regina được bầu chọn là thành phố cỡ trung bình đáng sống tốt thứ sáu Canada (xếp thứ 17 tổng thể), bởi tạp chí MoneySense.